# André Danielsen
André Danielsen, född 20 januari 1985, är en norsk före detta fotbollsspelare som senast spelade för Viking i Tippeligaen.